# Dontari Poe
Dontari Poe (* 18. August 1990 in Memphis, Tennessee) ist ein ehemaliger US-amerikanischer American-Football-Spieler auf der Position des Nose Tackle. Er spielte in der National Football League (NFL) für die Kansas City Chiefs, die Atlanta Falcons, die Carolina Panthers und die Dallas Cowboys.

## Frühe Jahre
Poe ging auf die Highschool in seiner Geburtsstadt Memphis im US-Bundesstaat Tennessee. Später ging er zwischen 2009 und 2011 auf die University of Memphis. Am 23. Dezember 2011 gab Poe bekannt, dass er am NFL-Draft 2012 teilnehmen wird.

## NFL

### Kansas City Chiefs
Poe wurde im NFL-Draft 2012 von den Kansas City Chiefs in der ersten Runde an elfter Stelle ausgewählt. Am 26. Juli 2012 unterschrieb er einen Vierjahresvertrag bei den Chiefs. Bereits in seiner ersten Saison absolvierte er alle 16 Saisonspiele als Starter, auch weil Anthony Toribio, der eigentlich als Nose Tackle gesetzt gewesen wäre, sich vor Saisonbeginn am Knöchel verletzte. In dieser Saison konnte er noch keinen Sack verzeichnen, kam aber auf 38 Tackles. Sein erster Quarterback-Sack gelang ihm am ersten Spieltag der Saison 2013 im Spiel gegen die Jacksonville Jaguars. Nach der Saison wurde er zum ersten Mal in den Pro Bowl gewählt. Dies gelang ihm ein Jahr später zum zweiten Mal.
Am 11. Spieltag der NFL-Saison 2015 gegen die San Diego Chargers erlief er einen Touchdown, was für einen Defensive Lineman als ungewöhnlich angesehen werden kann. Außerdem gelang es ihm in dieser Saison, seinen ersten Fumble zu erzwingen.
Am 25. Dezember 2016, im Spiel gegen die Denver Broncos, schaffte er es sogar, einen Touchdown-Pass zu werfen. Poe täuschte einen Laufspielzug an und warf den Ball zu Tight End Demetrius Harris.
In sechs Jahren bei den Chiefs gelangen ihm 200 Tackles, 13,0 Sacks, zwölf verteidigte Pässe und zwei erzwungene Fumbles.

### Atlanta Falcons
Am 16. März 2017 unterschrieb Poe einen Einjahresvertrag bei den Atlanta Falcons.

### Carolina Panthers
Am 15. März 2018 unterschrieb Poe einen Dreijahresvertrag bei den Carolina Panthers.

### Dallas Cowboys
Bereits im März 2020 einigten sich Poe und die Dallas Cowboys auf einen Wechsel. Da aufgrund der Corona-Lage zunächst die für die Vertragsunterzeichnung notwendigen ärztlichen Untersuchungen noch nicht durchgeführt werden konnten, konnte der Kontrakt erst im April offiziell gemacht werden. Nach sieben Spieltagen entließen die Cowboys Poe am 28. Oktober 2020.